# Loquito por ti
Loquito por ti é uma telenovela colombiana produzida e exibida pelo Caracol Televisión entre 10 de outubro de 2018 e 8 de fevereiro de 2019.

## Enredo
A história gira em torno da vida de Camilo e Juancho, dois amigos que trabalham na orquestra do Maestro Guzmán, ambos compartilhando o sonho de um dia se tornarem os músicos mais reconhecidos no gênero tropical. Nesta longa jornada para realizar seu sonho, eles conhecem Daniela, uma mulher de boa posição econômica que quer ser famosa e viver a música como eles. Daniela terá que se esconder de sua família que ela faz parte de uma orquestra musical, e Camilo e Juancho que ela é de uma família de classe social alta. Mas tudo se complica quando Camilo e Juancho se apaixonam por Daniela, é quando a amizade e os sonhos de serem famosos serão truncados pelo amor de uma mulher.

## Elenco
- Mariana Gómez como Daniela Botero Vélez/Martha
- Variel Sánchez como Camilo Arango Ramírez
- Sebastián Carvajal como Juan Nepomuceno "Juancho" Argote
- María Camila Giraldo como Estela Rendón "Estelita"
- Danielle Arciniegas como Yaneth Arango
- Linda Lucía Callejas como Maruja Ramírez de Arango
- Luces Velásquez como Josefina
- Carla Giraldo como Rosario
- Sebastián Giraldo como Charllie
- Julián Caicedo como Jorge Eliécer Gómez Espitia "Machorro"
- Sebastián Boscán como Nicolás Botero
- Freddy Ordóñez como Padre Facundo
- Ricardo Mejía como Héctor Jaramillo
- Daniela Tapia como Tamara
- Kimberly Reyes como Perla
- Patricia Ercole como Rebeca Veléz
- Carmenza Cossio como Julia Rendón
- César Mora como El Maestro Orestes Guzmán
- José Rojas como Rafael Dangond
- Cristian Villamil como "El Choper"
- Anddy Caicedo como Romero
- Martha Restrepo como Bárbara Uribe
- Alfredo Gutiérrez como Maestro Migue
- Santiago Moure como Polidoro Uribe
- Estefania Mariutti como Carmen Mireya
- Lina Cardona como Silvia
- Eliana Diosa Naranjo como Virginia